# Mario Perantoni
Mario Perantoni (Sassari, 6 marzo 1964) è un politico italiano, deputato del Movimento 5 Stelle dal 2018 al 2022 e nuovamente dal 2025.

## Biografia
Si laurea in Giurisprudenza presso l'Università di Sassari nel 1988 con la votazione di 110/110. Dal 1991 svolge la professione di avvocato, sia civilista sia penalista, ed è patrocinante in Cassazione.

## Attività politica
Iscritto al Partito dei Comunisti Italiani, nelle cui liste alle elezioni amministrative del 2010 si candida a consigliere provinciale in tre collegi di Sassari, ottenendo al massimo il 3,52% e non venendo eletto.
Alle elezioni politiche del 2018 è eletto alla Camera dei Deputati nel collegio uninominale Sardegna - 04 (Sassari) per il Movimento 5 Stelle, ottenendo il 44,31% e superando Maria Grazia Salaris del centrodestra (27,71%) e Bachisio Silvio Lai del centrosinistra (19,69%). Il 29 luglio 2020 è eletto presidente della Commissione Giustizia.
Alle elezioni politiche del 2022 è ricandidato alla Camera per il Movimento 5 Stelle nel collegio uninominale Sardegna - 04 (Sassari), ottenendo il 21,99% e venendo sopravanzato da Dario Giagoni del centrodestra (41,16%) e da Carla Bassu del centrosinistra (27,39%), e in quarta posizione nel collegio plurinominale Sardegna - 01, senza risultare rieletto.
Rientra in Parlamento il 22 luglio 2025, subentrando al collega Emiliano Fenu, dimessosi dopo essere stato eletto sindaco di Nuoro.